# Champawat (Distrikt)
Der Distrikt Champawat (Hindi चम्पावत जिला) ist ein Distrikt des indischen Bundesstaats Uttarakhand. Sitz der Distriktverwaltung ist Champawat. Der Distrikt wurde im Jahr 1997 gegründet.

## Geografie

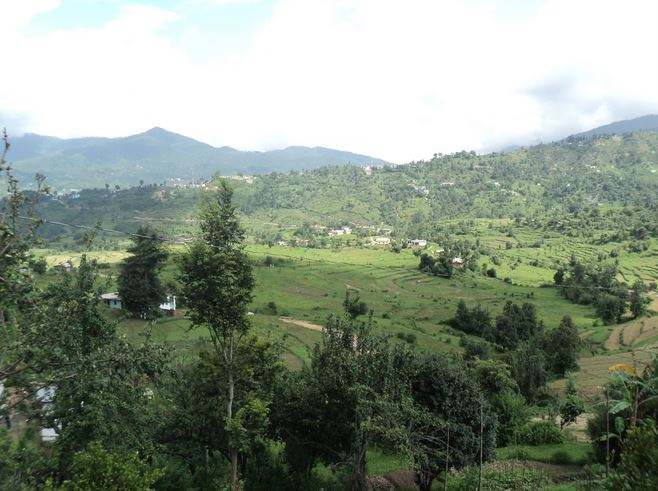
Das Dorf Dhakna

Der Distrikt Champawat liegt im südlichen Kumaon-Himalaya in der Division Kumaon im Südosten von Uttarakhand. Die Flussläufe von Panar und Sarju verlaufen entlang der nördlichen Distriktgrenze. Champawat grenzt im Norden an den Distrikt Pithoragarh. Im Osten bildet der Mahakali (auch Kali oder Sarda) die Grenze zu Nepal. Im Süden liegt Udham Singh Nagar, im Südwesten Nainital sowie im Nordwesten Almora. Der Distrikt liegt zum größten Teil im Vorderen Himalaya. Im Süden liegt ein Bergkamm der Siwaliks. Am Westufer des Mahakali reicht der Distrikt bis in die Gangesebene.
Die Fläche des Distrikts Champawat beträgt 1766 km².

## Verwaltungsgliederung
Der Distrikt in fünf Tehsils gegliedert: Barakot, Champawat, Lohaghat, Pati und Purnagiri.

## Bevölkerung
Nach der Volkszählung 2011 hatte der Distrikt Champawat 259.648 Einwohner.